# Notocytharella
Notocytharella é um gênero de gastrópodes pertencente a família Mangeliidae.

## Espécies
- Notocytharella phaethusa (Dall, 1919)
- Notocytharella striosa (Adams C. B., 1852)

Espécies trazidas para a sinonímia
- Notocytharella hastula H.A. Pilsbry & H.N. Lowe, 1932: sinônimo de Notocytharella striosa (C.B. Adams, 1852)
- Notocytharella kwangdangensis (M.M. Schepman, 1913): sinônimo de Otitoma kwandangensis (M.M. Schepman, 1913)
- Notocytharella niobe (Dall, 1919): sinônimo de Notocytharella striosa (C.B. Adams, 1852)